# Petrochelidon spilodera

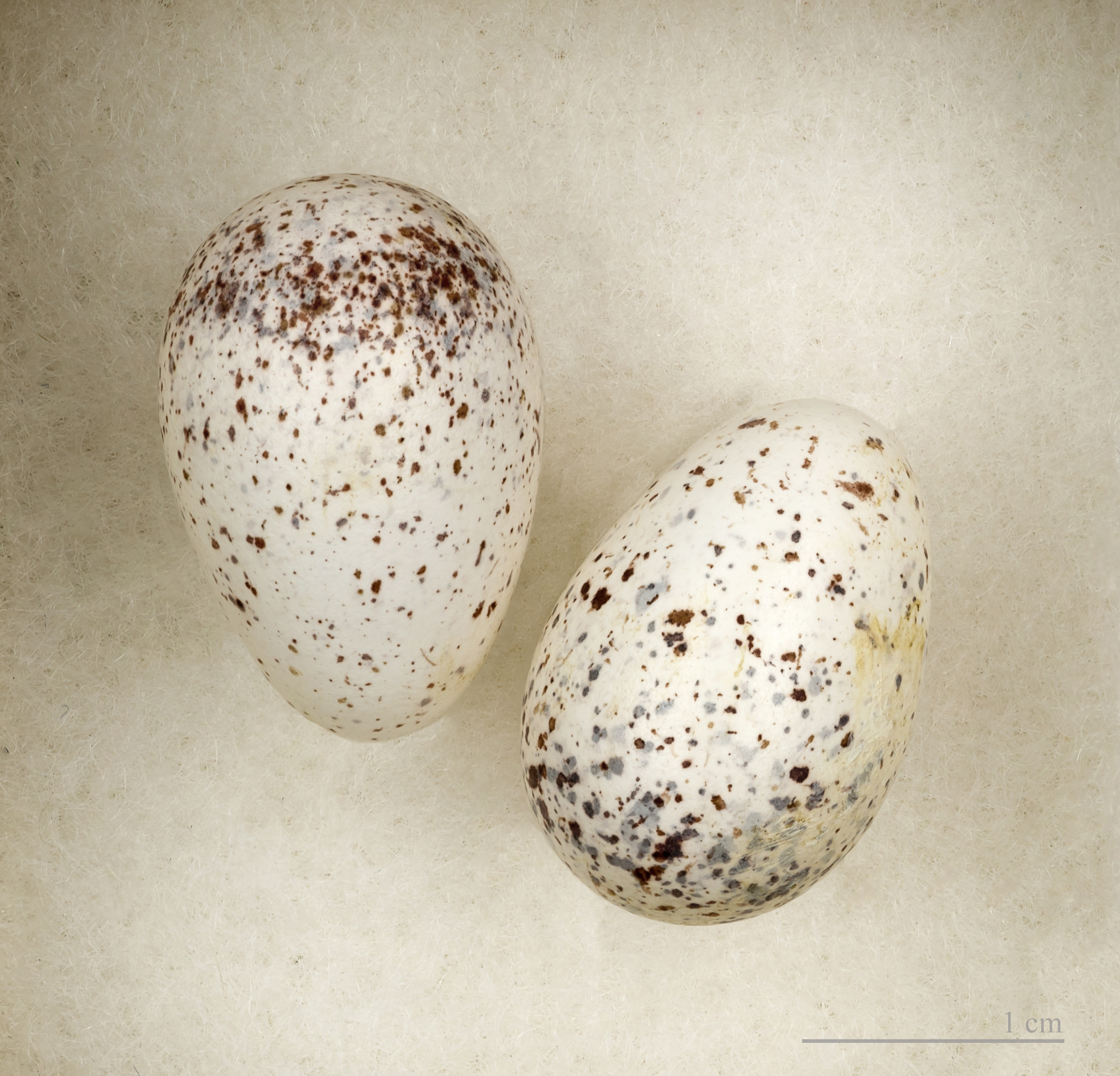
Petrochelidon spilodera

Petrochelidon spilodera é uma espécie de ave da família Hirundinidae.
Pode ser encontrada nos seguintes países: Botswana, República do Congo, República Democrática do Congo, Gabão, Lesoto, Malawi, Namíbia, África do Sul, Zâmbia e Zimbabwe.